# Museo Capital de la Manzana
El museo Capital de la Manzana es un museo situado en Berwick, Nueva Escocia. Explora la historia de la ciudad de Berwick y de otras comunidades cercanas, dentro del condado de Kings. El museo está ubicado en un almacén reformado del siglo XIX, la tienda de arneses «Harry Lyons».

## Historia
En la década de 1940, fue comprado por Howard Margeson que operaba una tienda de ropa para hombres, un negocio de taxis y una tienda de bicicletas. Fue donado al museo en 1998 por la familia Margeson. El museo fue fundado en 1998 y comparte el edificio, con la oficina de turismo de la ciudad de Berwick. La industria de la manzana es una de las principales y el Museo incluye un modelo de trabajo del ferrocarril grande del centro de la ciudad durante el apogeo de la industria de la manzana de Nueva Escocia, en la década de 1930, con las pistas amplias y los apartaderos del ferrocarril. El centro está dirigido por el Museo de la Capital de la Manzana y está abierto.